# Hermann Eugen Müller

Hermann Eugen Müller, etwa 30-jährig

Hermann Eugen Müller (* 21. Mai 1877 in Esslingen am Neckar; † 24. Februar 1967 in Neuenhaus, Grafschaft Bentheim) war ein deutscher Bergbau- und Vermessungsingenieur. Er war Wegbereiter der staatlichen Braunkohlen- und Energiewirtschaft in Sachsen. Die Stationen seines Berufslebens führten ihn von der problemreichen Grube „Margaretha“ in Espenhain (1903–1907) über ein erfolgreich saniertes Braunkohlenwerk in der Niederlausitz (1907–1916) bis an die Spitze der staatlichen Energieversorgung  Sachsens (1916–1933 und 1945–1947).

## Leben und Wirken

### Ausbildung und erste berufliche Tätigkeit

Eines seiner Freiberger Diplome

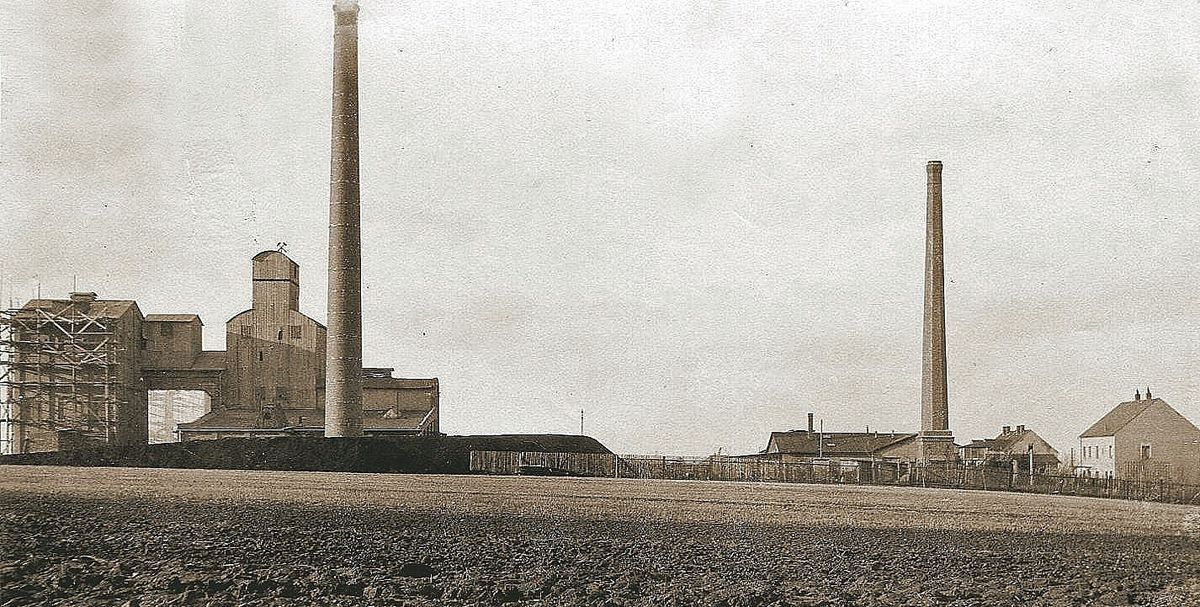
Das Braunkohlenwerk „Margaretha“ in Espenhain (um 1905)

H. E. Müller in Kausche mit seinen neuen Geräten (um 1910)

Hermann Eugen Müller war der Sohn des Gerberei- und Lederwarenfabrikbesitzers Georg Müller (1842–1909) und seiner Frau Lina, geborene Keppler (1843–1919). Er besuchte Gymnasien in Esslingen (das heutige Georgii-Gymnasium) und Cannstatt. Eine Schulunterbrechung nutzte er zur Aneignung handwerklicher Fähigkeiten. Von 1897 bis 1901 studierte er an der Bergakademie Freiberg. Während seines Studiums wurde er Mitglied der Freiberger Burschenschaft Glückauf. Müller war ein Ausnahmestudent und nach Ablegung des Vorexamens  bereits Assistent bei den Professoren für Bergbaukunde, Lagerstättenlehre, Mechanik und Maschinenlehre. Seine Diplom-Prüfungen als Vermessungsingenieur und Markscheider (1900) sowie als Bergingenieur (1901) legte er mit der Note „Ausgezeichnet“ ab.
Nach einer Tätigkeit als Direktionsassistent wurde er 1903 Leiter der Braunkohlen-Untertagegrube „Margaretha“ in Espenhain südlich von Leipzig. Obwohl er hier durch die Einführung der von ihm entwickelten Methode des natürlichen Spülversatzes die permanente Unfallgefahr durch Schwimmsandeinbrüche beheben konnte, wurde die Grube nicht rentabel, und er sah keine Zukunft für den Braunkohleabbau unter Tage. Er unterbreitete bereits 1904 dem sächsischen Finanzministerium die weitblickende Vorstellung einer staatlichen Energieversorgung auf Grundlage der umfangreichen Braunkohlenvorkommen südlich von Leipzig, deren vollständige Nutzung nur durch Tagebaue möglich wäre. Sein Vorschlag wurde zunächst als undurchführbar abgelehnt.
1907 wechselte Müller zum Braunkohlenwerk „Mariannensglück“ in Kausche südlich von Cottbus, also in Preußen. Hier wurde neben dem Betrieb von Untertagegruben auch seit 1901 Braunkohle im Tagebaubetrieb gewonnen. Unter seiner Leitung kam der defizitäre Betrieb innerhalb eines Jahres in die Gewinnzone. Mit der Elektrifizierung des Gesamtbetriebes und dem Ersteinsatz eines elektrisch betriebenen Eimerketten- und eines Schrämkettenbaggers wurde er in Fachkreisen weit über die preußische Niederlausitz hinaus bekannt.

### Leitung der Energieversorgung in Sachsen
Müller war der sächsischen Regierung als Berater für die Realisierung seines alten Vorschlags verbunden geblieben, aus dem in der Zwischenzeit ein gesetzgeberisch, finanziell und mit umfangreichen Grubenfeldankäufen abgesichertes Projekt entstanden war. Zu dessen Realisierung holte ihn die sächsische Regierung 1916 unter dem Druck des Kriegsministeriums nach Dresden, um die Leitung der Arbeiten für eine gesamtstaatliche Energieversorgung auf Braunkohlenbasis zu übernehmen. Müller wurde bald klar, dass ein rein beamtenrechtlich geführtes staatliches Kohlen- und Elektrizitätsunternehmen nicht zum Erfolg führen könnte. Deshalb ließ er sich mit Sonderrechten bei dessen Leitung ausstatten. Es gelang dem Unternehmen im Verlauf von sieben Jahren, wesentliche Grundlagen einer landesweiten gemeinnützigen Elektrizitätsversorgung zu schaffen. 

Hotel Grand Union Dresden,
ab 1923 Sitz der ASW

Durch die Inflation und die Einführung der Rentenmark begünstigt, wurde 1923 die Gründung einer Aktiengesellschaft möglich, der Aktiengesellschaft Sächsische Werke (ASW), deren Generaldirektor Müller wurde. Der Verwaltungssitz der ASW befand sich im ehemaligen Hotel Grand Union gegenüber dem Dresdner Hauptbahnhof. Der gesamte Aktienbesitz blieb beim Staat. Im Rahmen des Dawes-Plans konnte Müller 1924 zwei Anleihen von insgesamt 33 Mio. US-Dollar bei der National City Bank erwirken, so dass für weitere Investitionen keine Inanspruchnahme staatlicher Mittel nötig wurde. Diese Kontakte führten 1928 zu einer zweimonatigen Einladung in die USA, bei der die ASW-Vertreter den technologischen Stand der USA studierten und auf der International Conference on Bituminous Coal in Pittsburgh die sächsischen Erfolge vorstellten.
Anfang der 1930er-Jahre war die Staatsaufgabe einer landesweiten Elektrizitätsversorgung Sachsens insbesondere durch die Braunkohlen- und Großkraftwerke „Hirschfelde“ und „Böhlen“ weitestgehend erreicht. An der Standortentwicklung Böhlen war Müller besonders beteiligt. Er legte damit den Grundstein für die Braunkohlen-Großindustrie südlich von Leipzig. Nach der nationalsozialistischen Machtübernahme startete im Mai 1933 eine Diffamierungskampagne gegen den Vorstand der ASW, in deren Verlauf Direktoren zum Verhör ins KZ Hohnstein verbracht wurden und Müller vorübergehend unter Hausarrest gestellt und schließlich entlassen wurde.

### Tätigkeit nach 1933
Müller hatte sich 1928 in Grund, etwa 20 km westlich von Dresden, einen Bauernhof gekauft, um in seiner knappen Freizeit, von anderen unterstützt, seinem Hobby, der Zucht von Karakulschafen, nachzugehen. Nach seiner zwangsweisen Entlassung 1933 wurde daraus seine Hauptbeschäftigung.
1936 ging Müller in die Türkei und wirkte hier als oberster Berater der Regierung in Bergwerksangelegenheiten. Bei wiederholten Erkundungsreisen durch das gesamte Land entdeckte er das größte Braunkohlenvorkommen der Türkei bei Seyitömer/Kütahya in West- sowie ein bedeutendes Eisenerzvorkommen bei Divriği in Zentralanatolien. Die Bedeutung dieser Feldforschungen zusammen mit türkischen Lagerstättenkundlern bestand darin, für die Energieerzeugung des Landes im militärischen Konfliktfall geschützter zu sein als auf der Basis der Steinkohlenvorkommen am Schwarzen Meer. Enge dienstliche und persönliche Verbindungen ergaben sich  zum Direktor des Instituts für Lagerstättenforschung und Exploration (MTA) Nadir Hakki Önen Bey (1900–1980), der als Freiberger Beststudent über hervorragende Deutschkenntnisse verfügte. Seine Einschätzung von Müllers Leistungen für sein Gastland fasste Nadir Önen in einem Schreiben 1968 an die Familie in einer ungewöhnlichen Wertschätzung  zusammen: „Überhaupt wird die Türkei kaum wieder einen Wirtschaftsberater finden, welcher die Fragen der Energie- und Wärmeversorgung aller Zweige der Wirtschaft-Industrie und Landwirtschaft so beherrscht, wie es Herr Müller konnte.“
1942 kehrte er nach Dresden zurück und erlebte 1945 die Zerstörung der Stadt und den Niedergang seiner Schafzucht in Grund samt dem Verkauf seines Hofes. Nach dem Krieg erklärte er sich bereit, als ASW-Hauptdirektor die dringendsten Arbeiten zum Wiederaufbau der Elektrizitätsversorgung in Sachsen zu organisieren. Da die ASW-Zentrale zerstört war, richtete Müller vorübergehend Büros in seinem Dresdner Privathaus ein. Die Betriebe der Kohlen- und Elektroindustrie wurden aber schon am 1. August 1946 in sowjetische Aktiengesellschaften (SAG) überführt. 
Mit 71 Jahren ging Hermann Eugen Müller 1948 in den Ruhestand und zog in ein kleineres in Grund erworbenes Haus. Eine Ehrung für seine Verdienste um Sachsen blieb ihm in der DDR verwehrt. Sechsundachtzigjährig übersiedelte er 1963 mit seiner Frau in die Nähe seines Sohnes nach Neuenhaus im Emsland und arbeitete an seinen Lebenserinnerungen. Hier starb er wenige Monate vor seinem 90. Geburtstag.

### Familie
1903 heiratete Hermann Eugen Müller Elly, geborene Braun (1883–1911), die nach achtjähriger Ehe verstarb. Seine zweite Ehefrau war ab 1920 Martha, geborene Kuhlmann (1889–1976). Aus dieser Ehe stammen der Sohn Georg (* 1921), der ebenfalls Bergingenieur wurde, und die Tochter Elsbeth (* 1924). 

## Posthume Würdigung

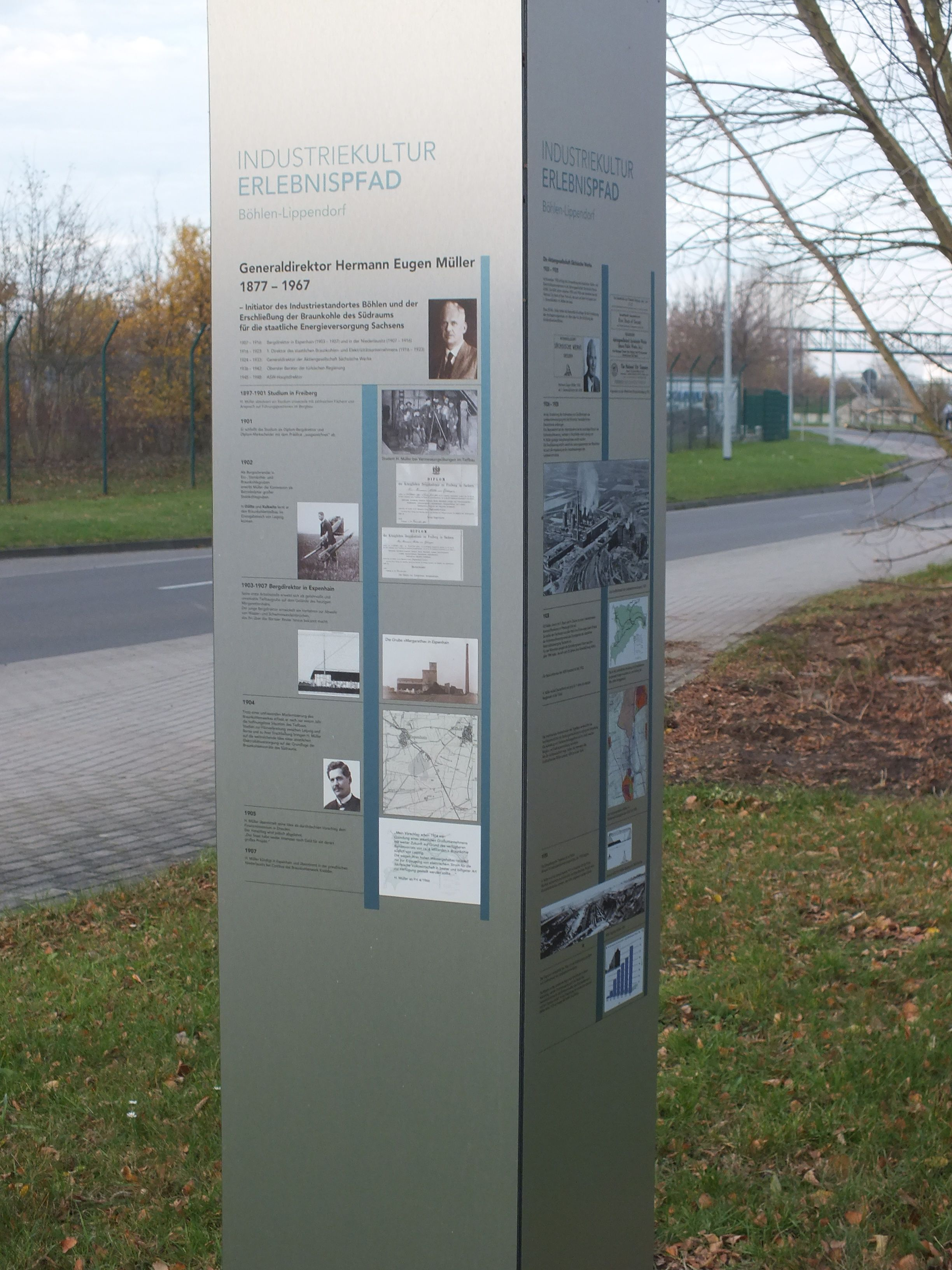
Stele in Böhlen über das Wirken von H. E. Müller (2016)

Eine späte Würdigung der Lebensleistung von Hermann Eugen Müller erfolgte im März 2016 mit der Einweihung einer Stele für den Industriekultur-Erlebnispfad Böhlen-Lippendorf im sächsischen Böhlen, die sein Lebenswerk als „Gründervater“ des Industriegebietes dokumentiert.